# Mare Desiderii

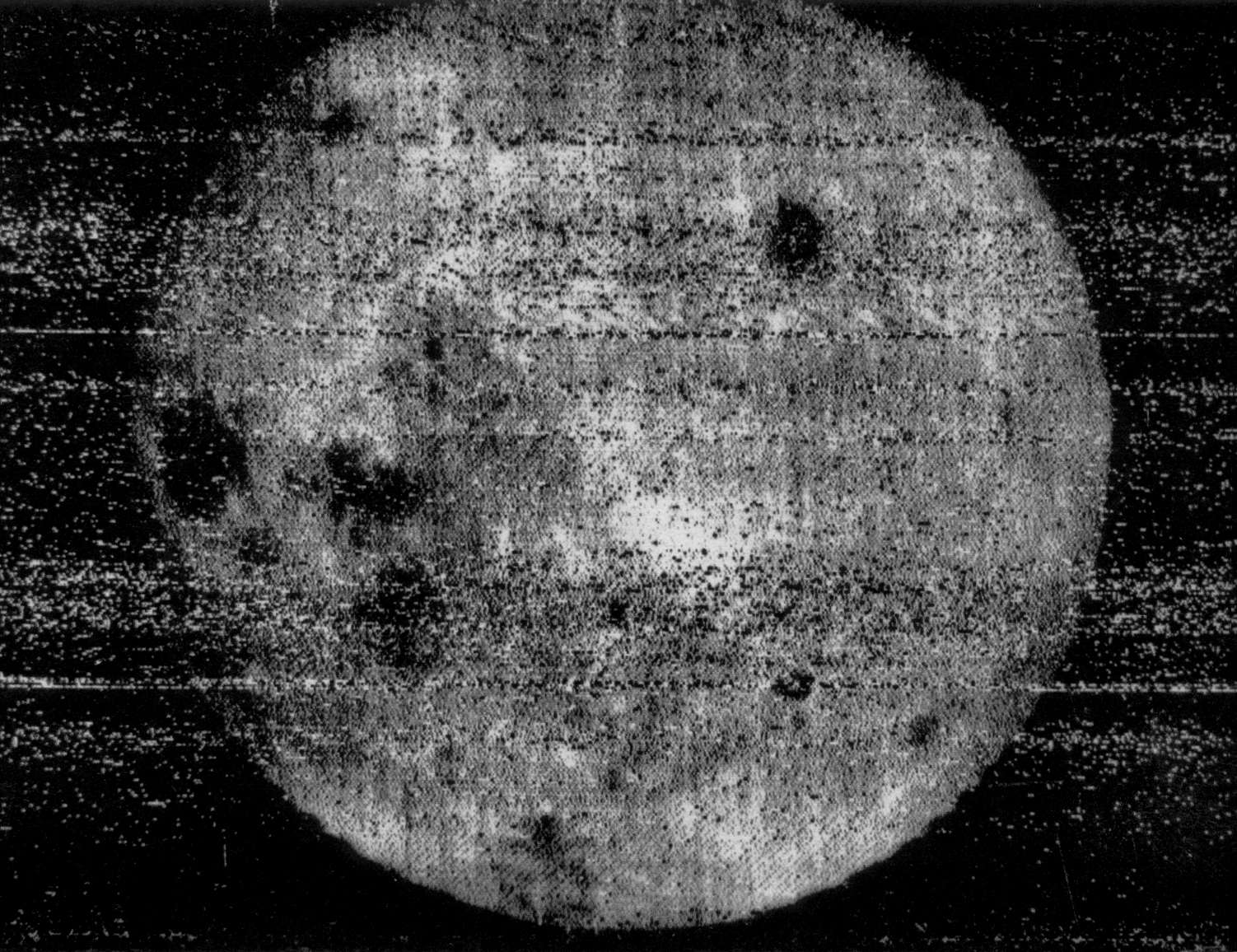
Primera imatge de la cara oculta de la lluna realitzada per la sonda Luna 3.

El Mare Desiderii ("Mar dels Somnis") va ser una àrea lunar, anomenada el 1959 després que la sonda espacial soviètica Luna 3 regressés amb les primeres fotografies del costat fosc de la Lluna. El seu nom prové del nom original de la sonda Luna 1, Мечты, (Metcha) que significa "Somni".
Posteriorment es va trobar que el mar estava compost per un mar menor, el Mare Ingenii, i altres cràters d'impacte foscs. En l'actualitat la Unió Astronòmica Internacional no reconeix el nom Mare Desiderii.